# Małgorzata Filip
Małgorzata Maria Filip (ur. 11 września 1966) – polska profesor nauk farmaceutycznych. Specjalizuje się w zagadnieniach z zakresu farmakologii. Członek korespondent Wydziału Nauk Medycznych Polskiej Akademii Nauk od 2019 roku, pracownik naukowy Zakładu Farmakologii Uzależnień w Instytucie Farmakologii im. Jerzego Maja PAN. Wykładowca i profesor zwyczajny na Wydziale Farmaceutycznym Collegium Medicum Uniwersytetu Jagiellońskiego.
Doktoryzowała się w 1995 roku na podstawie pracy zatytułowanej Własności farmakologiczne nowych pochodnych benzotriazolu - potencjalnych antagonistów receptorów 5-HT1a. Habilitację uzyskała dziesięć lat później na podstawie rozprawy pt. Ligandy receptorów serotoninowych (5-HT)2 jako potencjalne środki farmakoterapeutyczne w uzależnieniu od kokainy.
Tytuł profesora nauk farmaceutycznych nadano jej w 2010 roku.
Autorka książki pt. Uzależniony od kokainy ludzki mózg - osiągnięcia funkcjonalnej diagnostyki obrazowej. Współpracowała przy następujących publikacjach książkowych: Clinical/Therapeutic Approaches for Cannabinoid Ligands in Central and Peripheral Nervous System Diseases oraz GABAB Receptors as a Therapeutic Strategy in Substance Use Disorders: Focus on Positive Allosteric Modulators.

## Wybrane publikacje naukowe
Jest autorką lub współautorką następujących publikacji naukowych:
- Effects of GABAB receptor antagonist, agonists and allosteric positive modulator on the cocaine-induced self-administration and drug discrimination[8]
- Diverse effects of GABA-mimetic drugs on cocaine-evoked self-administration and discriminative stimulus effects in rats[9]
- Withdrawal from cocaine self-administration or chronic mild stress increases immobility in the forced swim test in rats[10]
- Evaluation of the role of nicotinic acetylcholine receptor subtypes and cannabinoid system in the discriminative stimulus effects of nicotine in rats[11]
- Alterations in BDNF and trkB mRNAs following acute or sensitizing cocaine treatments and withdrawal[12]
- Antagonistic cannabinoid CB1/dopamine D2 receptor interactions in striatal CB1/D2 heteromers. A combined neurochemical and behavioral analysis[13]
- Neuroadaptive changes in the rat brain GABAB receptors after withdrawal from cocaine self-administration[14]
- Effects of serotonin (5-HT)(2) receptor ligands on depression-like behavior during nicotine withdrawal[15]
- Chapter 42 - The role of serotonin in nicotine abuse and addiction[16]

## Nagrody, wyróżnienia i odznaczenia
- 1998: Nagroda Fundacji im. J. J. Supniewskich, Instytut Farmakologii PAN[1]
- 2004: Srebrny Krzyż Zasługi za zasługi w pracy naukowej i organizacyjnej[17]
- 2010: Naukowa Nagroda Zespołowa Wydziału Nauk Medycznych PAN[1]
- 2013: Indywidualna Nagroda Wydziału Lekarskiego PAU im. Prof. T. Browicza[18]
- 2015: Indywidualna Nagroda PAU im. Mikołaja Kopernika w dziedzinie medycyny[19]
- 2020: Złoty Krzyż Zasługi za zasługi w działalności na rzecz rozwoju nauki[20]